# Llista de les piràmides de Lepsius
Per veure una llista moderna de les piràmides d'Egipte, vegeu Llista de les piràmides egípcies

La llista de piràmides de Lepsius és una llista de 67 piràmides de l'antic Egipte realitzada entre 1842 i 1843 per Karl Richard Lepsius (1810-1884), un egiptòleg i cap de l'Expedició prussiana a Egipte de 1842 a 1846.
La llista de piràmides de Lepsius és el primer intent d'enumerar sistemàticament totes les piràmides egípcies i, com a tal, és un esforç pioner de l'egiptologia moderna. La llista es va publicar juntament amb els resultats de l'expedició en el treball de Lepsius, Denkmäler aus Aegypten und Aethiopien (1849-1859).
Lepsius les va numerar sortint des del nord, a partir d'Abu Rawash. Més tard es va demostrar que algunes d'aquestes estructures no eren veritables piràmides, però tot i així la llista de Lepsius proporciona la base per a la catalogació de les piràmides d'Egipte.

## Història
Després de l'èxit de l'Expedició franco-toscana a Egipte sota la direcció de Jean-François Champollion, els científics prussians Alexander von Humboldt i Robert Wilhelm Bunsen, junt amb el ministre d'ensenyament Johann Eichhorn, van recomanar al rei Frederic Guillem IV que enviés una expedició a Egipte .
Karl Richard Lepsius, que havia après del mètode de Champollion per desxifrar els jeroglífics i havia conegut a Ippolito Rosellini de l'Expedició franco-toscana, va ser escollit per dirigir-la. L'objectiu principal de l'expedició era explorar i registrar les restes de l'antiga civilització egípcia, així com recollir materials per al Museu Egipci de Berlín.
L'expedició prussiana es va reunir a Alexandria el 1842 i va partir ràpidament cap a Guiza, a on van arribar al novembre d'aquell mateix any. Procedint de nord a sud, els homes de Lepsius van explorar el camp de piràmides d'Abusir, Saqqara, Dashur i, en 1843, Hawara. Lepsius i el seu equip van romandre durant 6 mesos en total en aquestes ubicacions, ja que l'expedició prussiana va ser la primera en estudiar i enregistrar material en profunditat del Regne Antic.

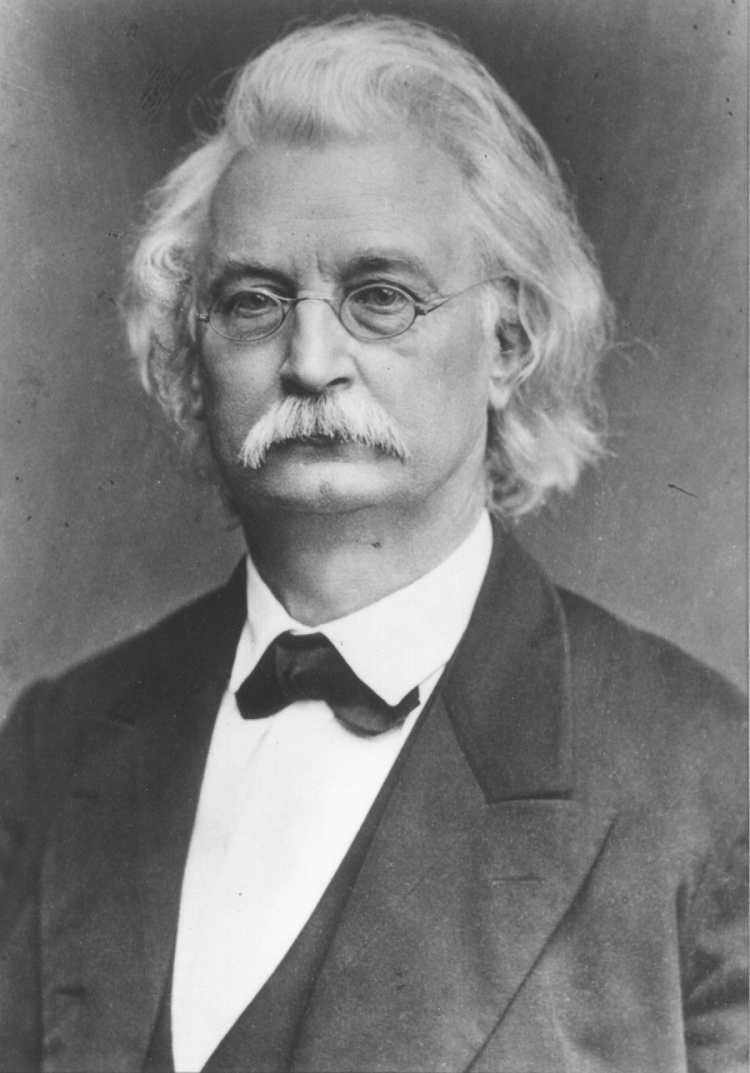
Karl Richard Lepsius
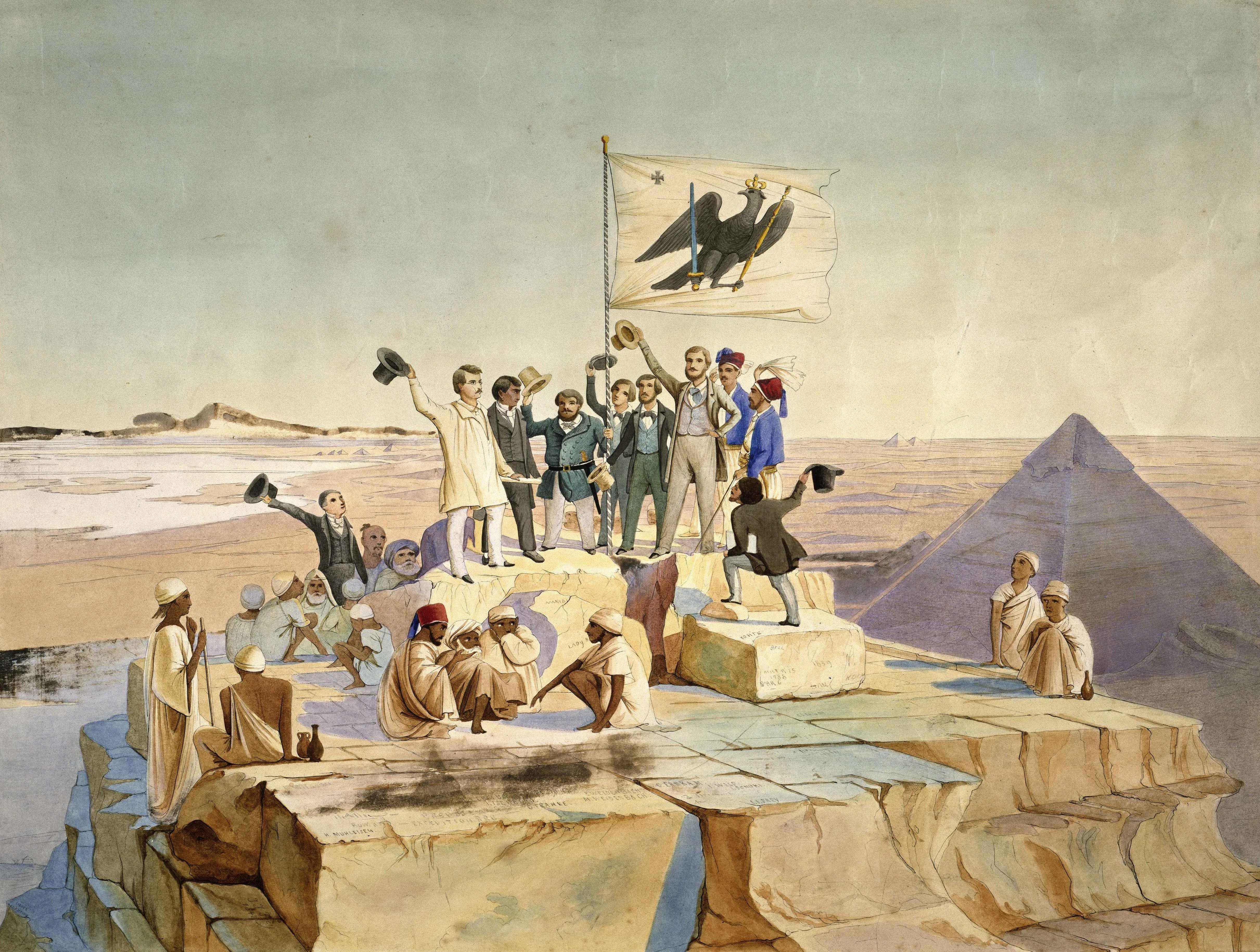
Els membres de l'Expedició prussiana a Egipte celebren l'aniversari de Frederic Guillem IV en el cim de la Gran Piràmide de Guiza

Lepsius i els seus homes van descobrir un total de 67 piràmides i 130 tombes. Les piràmides, datades de la Dinastia III (c. 2686-2613 aC) fins a la Dinastia XIII (aproximadament 1800-1650 aC), van ser registrades amb numeros romans de nord a sud, a partir d'Abu Rawash al nord. Tot i que algunes de les estructures registrades per Lepsius són actualment conegudes com a mastabes i altres estructures monumentals (destacades a la llista de sota en cursiva), la llista de piràmides de Lepsius encara es considera un assoliment pioner de l'egiptologia moderna. Els números de Lepsius han seguit sent la designació estàndard per a algunes de les piràmides.
Els resultats de l'expedició prussiana a Egipte, que inclou la llista de piràmides, es van publicar al Denkmäler aus Aegypten und Aethiopien.

## Llista de les piràmides
| Número / Número de Lepsius | Lloc            | Propietari                                                | Identificació moderna                                           | Nota                                                    | Imatge |
| -------------------------- | --------------- | --------------------------------------------------------- | --------------------------------------------------------------- | ------------------------------------------------------- | ------ |
| 1 / I                      | Abu Rawash      | Desconegut                                                | Piramide I de Lepsius                                           | Dinastia III                                            |        |
| 2 / II                     | Abu Rawash      | Djedefre                                                  | Piràmide de Djedefre                                            | Piràmide principal                                      |        |
| 3 / III                    | Abu Rawash      | Djedefre                                                  | Piràmide del complex de Djedefre                                | Piràmide satèl·lit de Djedefre                          |        |
| 4 / IV                     | Guiza           | Kheops                                                    | Piràmide de Guiza o Piràmide de Kheops                          | Piràmide principal                                      |        |
| 5 / V                      | Guiza           | Kheops                                                    | G-Ia                                                            | Piràmide satèl·lit de Guiza (nord)                      |        |
| 6 / VI                     | Guiza           | Kheops                                                    | G-Ib                                                            | Piràmide satèl·lit de Guiza (centre)                    |        |
| 7 / VII                    | Guiza           | Kheops                                                    | G-Ic                                                            | Piràmide satèl·lit de Guiza (sud)                       |        |
| 8 / VIII                   | Guiza           | Khefren                                                   | Piràmide de Khefren                                             |                                                         |        |
| 9 / IX                     | Guiza           | Menkaure                                                  | Piràmide de Menkaure o Piràmide de Micerí                       | Piràmide principal                                      |        |
| 10 / X                     | Guiza           | Menkaure                                                  | G-IIIc                                                          | Piràmide satèl·lit de Menkaure (oest)                   |        |
| 11 / XI                    | Guiza           | Menkaure                                                  | G-IIIb                                                          | Piràmide satèl·lit de Menkaure (centre)                 |        |
| 12 / XII                   | Guiza           | Menkaure                                                  | G-IIIa                                                          | Piràmide satèl·lit de Menkaure (est)                    |        |
| 13 / XIII                  | Zawiet al-Aryan | Bakka                                                     | Piràmide inacabada de Zawiet al-Arian                           | Piràmide no finalitzada                                 |        |
| 14 / XIV                   | Zawiet al-Aryan | Khaba                                                     | Piràmide de Khaba                                               | Figura com a piràmide esglaonada                        |        |
| 15 / XV                    | Abu Ghurab      | Niuserra                                                  | Temple solar de Niuserra                                        | Temple solar                                            |        |
| 16 / XVI                   | Abusir al-Melek | Desconegut                                                |                                                                 | Piràmide de maó                                         |        |
| 17 / XVII                  | Abusir al-Melek | Userkaf                                                   | Temple solar d'Userkaf                                          | Temple solar                                            |        |
| 18 / XVIII                 | Abusir al-Melek | Sahure                                                    | Piràmide de Sahure                                              |                                                         |        |
| 19 / XIX                   | Abusir al-Melek | Ptahshepses                                               | Mastaba del visir Ptahshepses                                   | Mastaba                                                 |        |
| 20 / XX                    | Abusir al-Melek | Niuserra                                                  | Piràmide de Niuserra                                            |                                                         |        |
| 21 / XXI                   | Abusir al-Melek | Nefererkare                                               | Piràmide de Nefererkare                                         |                                                         |        |
| 22 / XXII                  | Abusir al-Melek | Desconegut                                                |                                                                 | Petita piràmide satèl·lit                               |        |
| 23 / XXIII                 | Abusir al-Melek | Desconegut                                                |                                                                 | Petita piràmide satèl·lit                               |        |
| 24 / XXIV                  | Abusir al-Melek | Esposa de Niuserre                                        | Piràmide XXIV de Lepsius                                        |                                                         |        |
| 25 / XXV                   | Abusir al-Melek | Esposa de Niuserre o de Neferefre                         | Piràmide doble o Piràmide XXV de Lepsius                        | Podria ser una mastaba doble                            |        |
| 26 / XXVI                  | Abusir al-Melek | Neferefre                                                 | Piràmide de Neferefre                                           |                                                         |        |
| 27 / XXVII                 | Abusir al-Melek | Desconegut                                                |                                                                 | Completament destruïda; reconeixible només el perímetre |        |
| 28 / XXVIII                | Abusir al-Melek | Sahure                                                    |                                                                 | Piràmide inacabada o estructura natural                 |        |
| 29 / XXIX                  | Saqqara         | Menkauhor                                                 | Piràmide de Menkauhor                                           | Tronc de piràmide                                       |        |
| 30 / XXX                   | Saqqara         | Teti II                                                   | Piràmide de Teti                                                |                                                         |        |
| 31 / XXXI                  | Saqqara         | Userkaf                                                   | Piràmide d'Userkaf                                              |                                                         |        |
| 32 / XXXII                 | Saqqara         | Djoser                                                    | Piràmide de Djoser                                              | Piràmide esglaonada                                     |        |
| 33 / XXXIII                | Saqqara         |                                                           |                                                                 | Edifici nord del complex de Djoser                      |        |
| 34 / XXXIV                 | Saqqara         |                                                           |                                                                 | Edifici sud del complex de Djoser                       |        |
| 35 / XXXV                  | Saqqara         | Unas                                                      | Piràmide d'Unas                                                 |                                                         |        |
| 36 / XXXVI                 | Saqqara         | Pepi I                                                    | Piràmide de Pepi I                                              |                                                         |        |
| 37 / XXXVII                | Saqqara         | Djedkare                                                  | Piràmide de Djedkare-Isesi                                      | Piràmide principal                                      |        |
| 38 / XXXVIII               | Saqqara         | Desconegut                                                |                                                                 | Piràmide satèl·lit de Djedkara-Isesi                    |        |
| 39 / XXXIX                 | Saqqara         | Merenre I                                                 | Piràmide de Merenre I                                           |                                                         |        |
| 40 / XL                    | Saqqara         | Ibi I                                                     | Piràmide d'Ibi                                                  |                                                         |        |
| 41 / XLI                   | Saqqara         | Pepi II                                                   | Piràmide de Pepi II                                             | Piràmide principal                                      |        |
| 42 / XLII                  | Saqqara         | Reina Wedjebten                                           |                                                                 | Piràmide satèl·lit de Pepi II                           |        |
| 43 / XLIII                 | Saqqara         | Shepseskaf                                                | Mastaba del faraó                                               |                                                         |        |
| 44 / XLIV                  | Saqqara         | Khendjer                                                  | Piràmide de Khendjer                                            |                                                         |        |
| 45 / XLV                   | Saqqara-Sud     |                                                           |                                                                 | Estructura de la Dinastia XIII                          |        |
| 46 / XLVI                  | Saqqara         | desconegut                                                | Piràmide inacabada al sud de Saqqara o Piràmide XLVI de Lepsius |                                                         |        |
| 47 / XLVII                 | Dashur          | Senusret III                                              | Piràmide de Senusret III                                        |                                                         |        |
| 48 / XLVIII                | Dashur          | Desconegut                                                |                                                                 | Mastaba simple                                          |        |
| 49 / XLIX                  | Dashur          | Snefru                                                    | Piràmide roja                                                   |                                                         |        |
| 50 / L                     | Dashur          | Menkauhor                                                 | Piràmide L Lepsius                                              |                                                         |        |
| 51 / LI                    | Dashur          | Amenemhet II                                              | Piràmide d'Amenemhet II                                         | Piràmide complexa, també coneguda com a piràmide blanca |        |
| 52 / LII                   | Dashur          |                                                           |                                                                 | Piló del temple de la piràmide d'Amenemhat II           |        |
| 53 / LIII                  | Dashur          |                                                           |                                                                 | Piló del temple de la piràmide d'Amenemhat II           |        |
| 54 / LIV                   | Dashur          | Amenemhat IV (?)                                          | Piràmides de Mazghuna o Piràmide principal de Dashur            |                                                         |        |
| 55 / LV                    | Dashur          | Siese                                                     | Mastaba del visir Siese                                         | Mastaba                                                 |        |
| 56 / LVI                   | Dashur          | Snefru                                                    | Piràmide romboïdal                                              | Piràmide principal                                      |        |
| 57 / LVII                  | Dashur          | Snefru                                                    |                                                                 | Piràmide satèl·lit de Snefru                            |        |
| 58 / LVIII                 | Dashur          | Amenemhat III                                             | Piramide d'Amenemhat III                                        | Coneguda com a piràmide negra                           |        |
| 59 / LIX                   | Dashur          | Sobekneferu (?)                                           | Piràmide Nord de Mazghuna                                       | Petita piràmide de maó                                  |        |
| 60 / LX                    | Al-Lisht        | Amenemhet I                                               | Piràmide d'Amenemhet I                                          | Piràmide nord d'Al-Lisht                                |        |
| 61 / LXI                   | Al-Lisht        | Senusret I                                                | Piràmide de Senusret I                                          | Piràmide sud d'Al-Lisht                                 |        |
| 62 / LXII                  | Al-Lisht        | Desconegut                                                |                                                                 | Mastaba                                                 |        |
| 63 / LXIII                 | Al-Lisht        | Senewosret-Ankh                                           | Mastaba de Senewosret-Ankh                                      | Mastaba                                                 |        |
| 64 / LXIV                  | Al-Lisht        | Possiblement pertanyent a un particular anomenat Senusret |                                                                 | Mastaba                                                 |        |
| 65 / LXV                   | Meidum          | Huni (?)                                                  | Piràmide de Meidum                                              |                                                         |        |
| 66 / LXVI                  | Al-Lahun        | Senusret II                                               | Piràmide de Lahun o Piràmide de Senusret II                     |                                                         |        |
| 67 / LXVII                 | Hawara          | Amenemhat III                                             | Piràmide d'Amenemhat III                                        | Piràmide de maó situada al nord de «el laberint»        |        |

## Els mapes de Lepsius
Lepsius va dibuixar mapes dels llocs que va visitar la seva expedició i que agrupa les piràmides de la llista. Es presenten a continuació, de nord a sud.

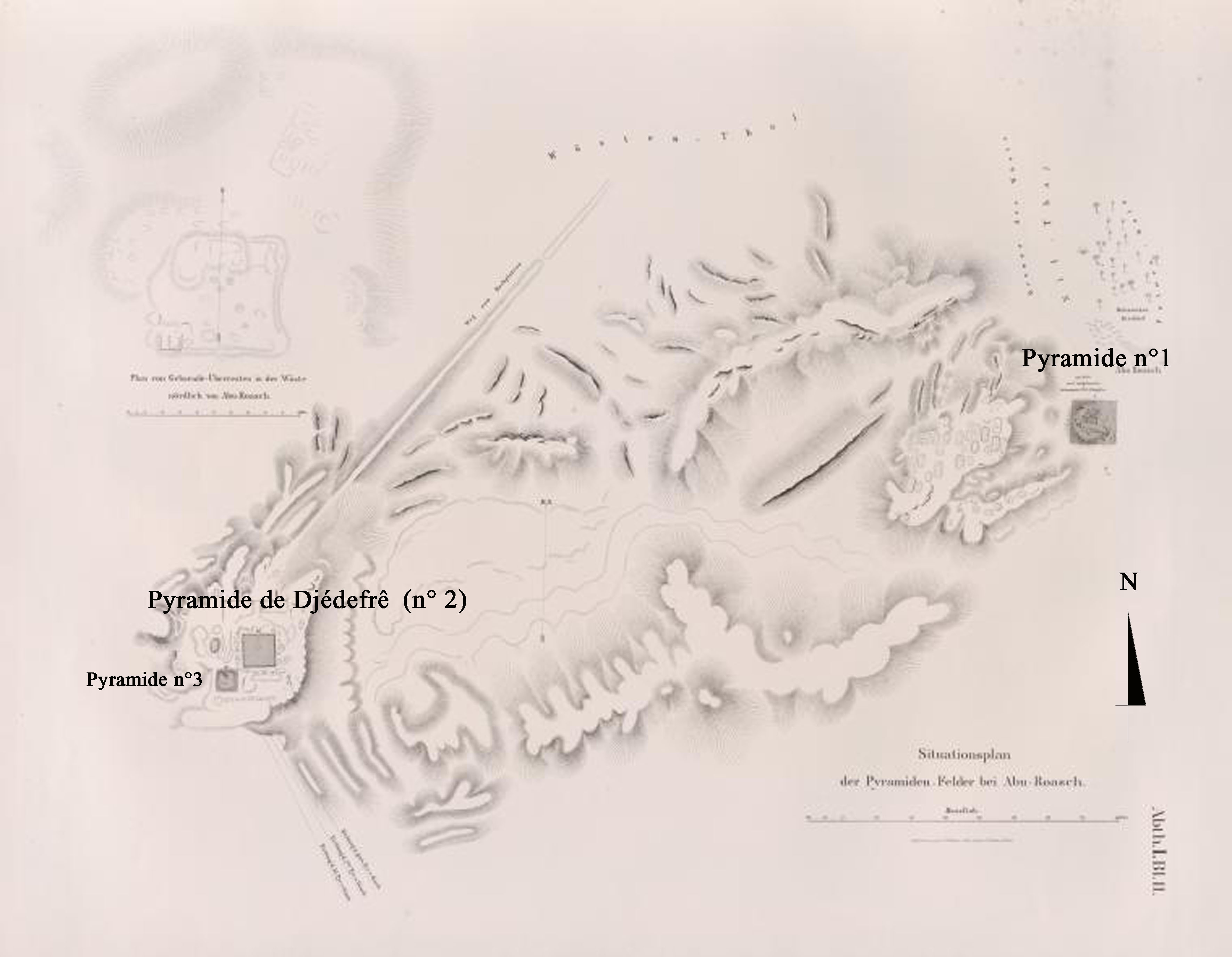
Abu Rawash
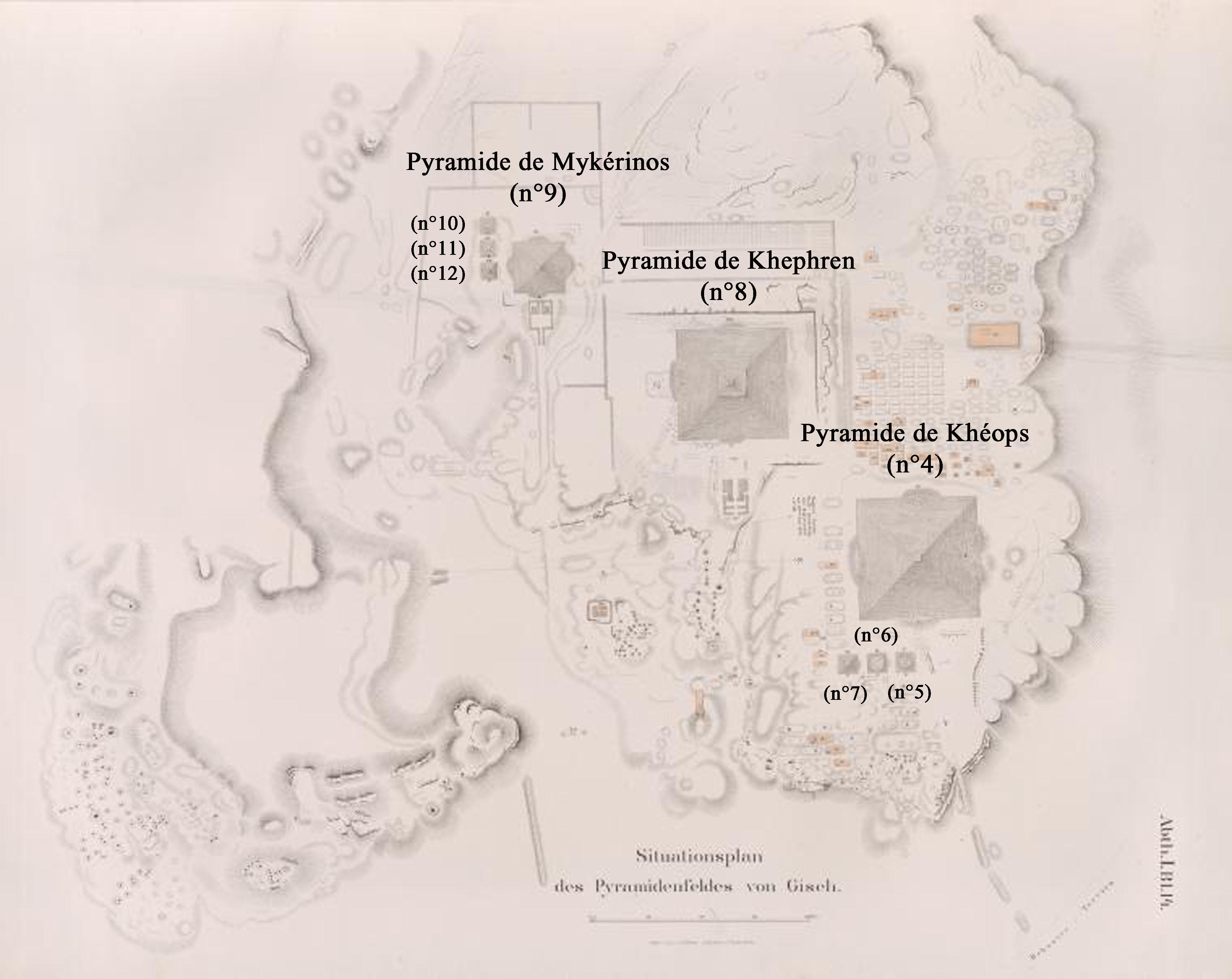
Guiza
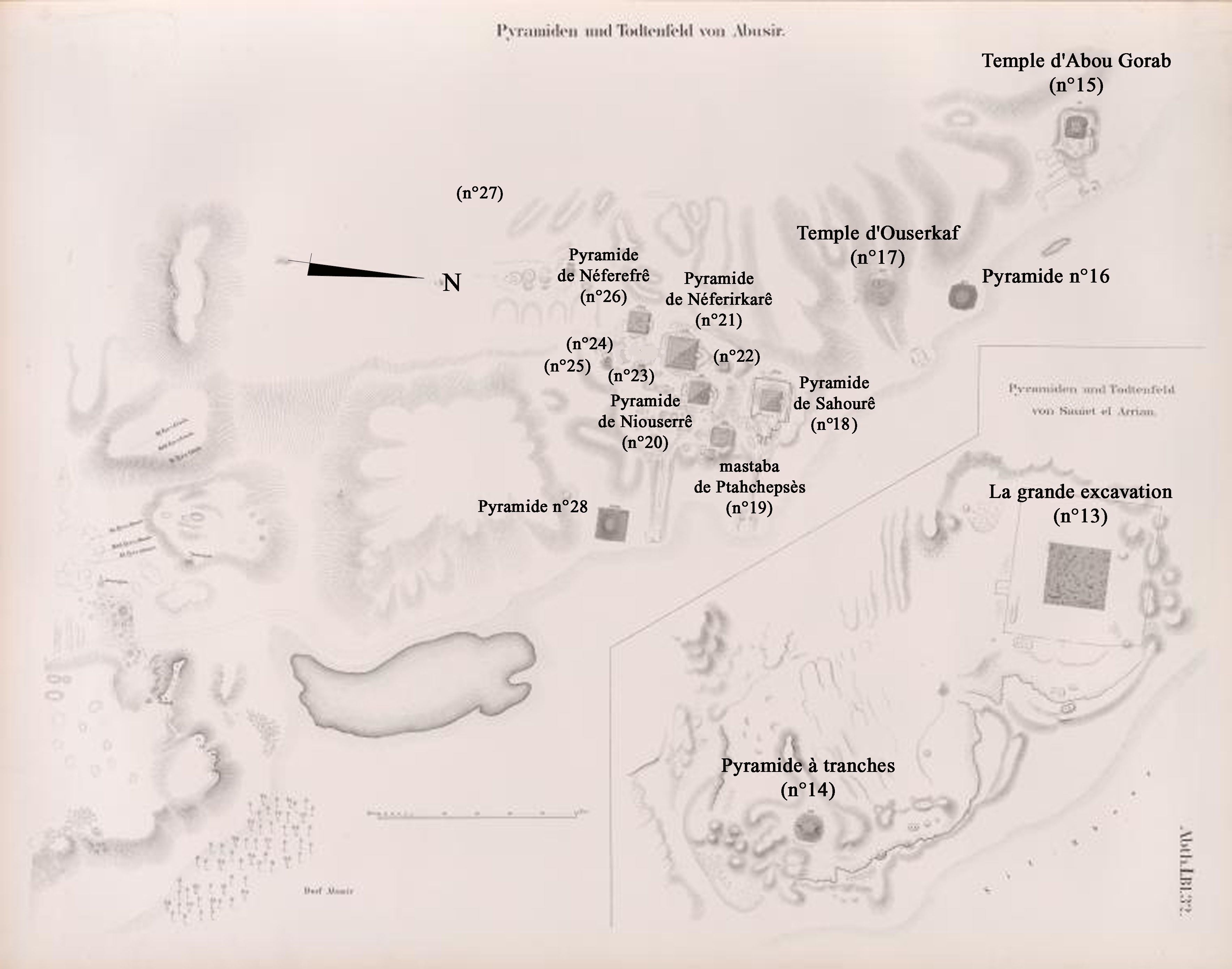
Zawiet al-Aryan
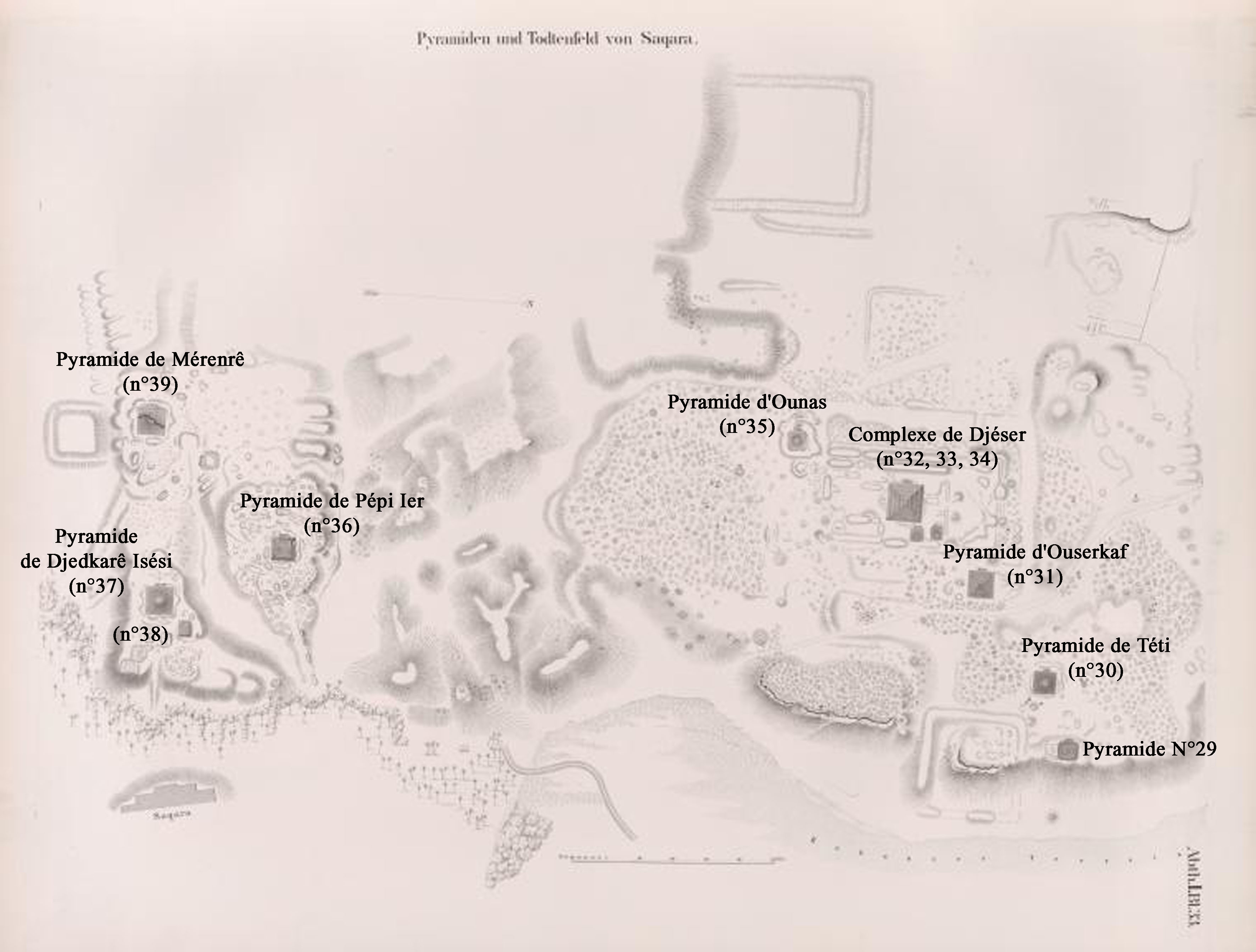
Saqqara
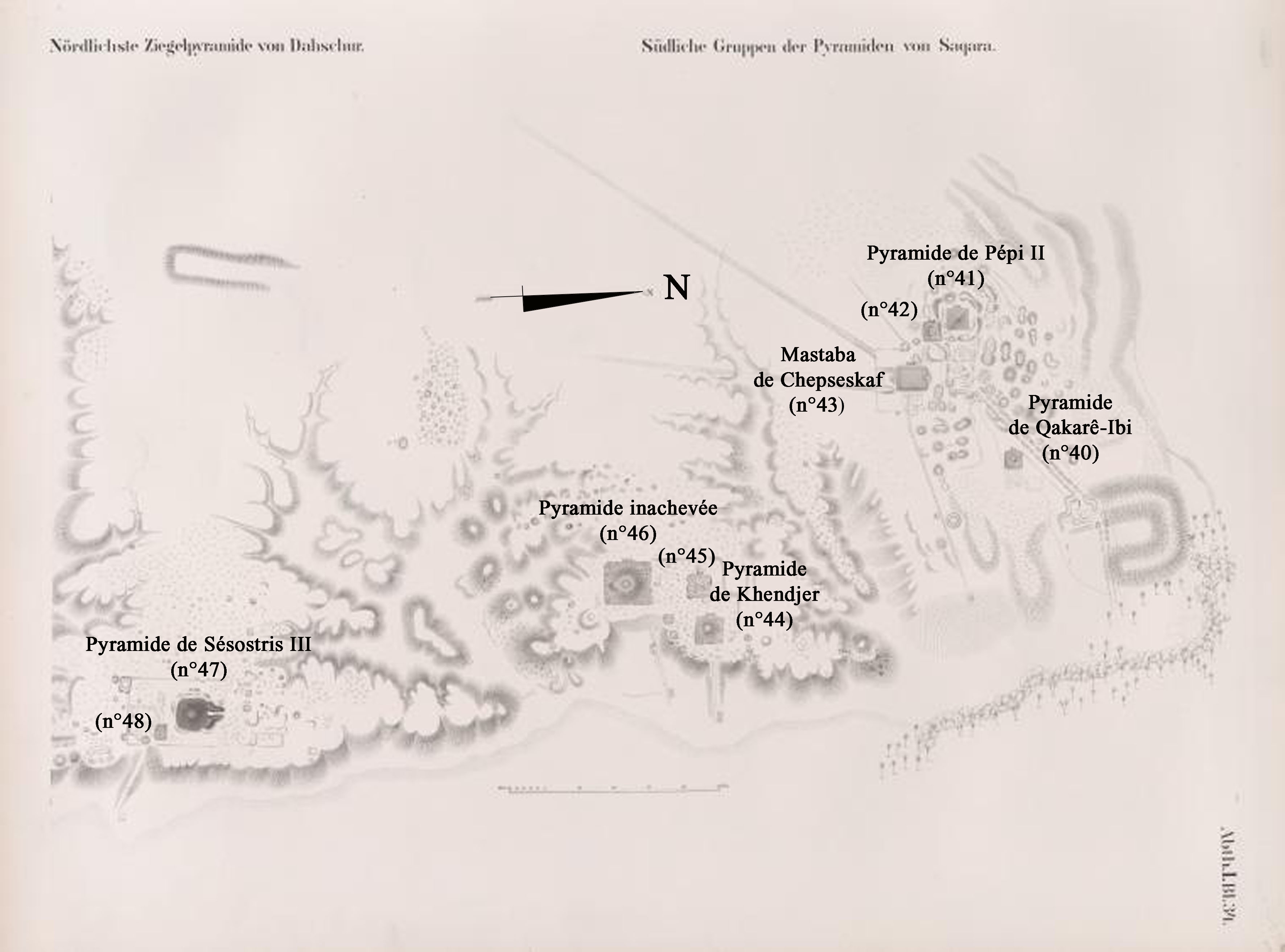
Saqqara-Sud
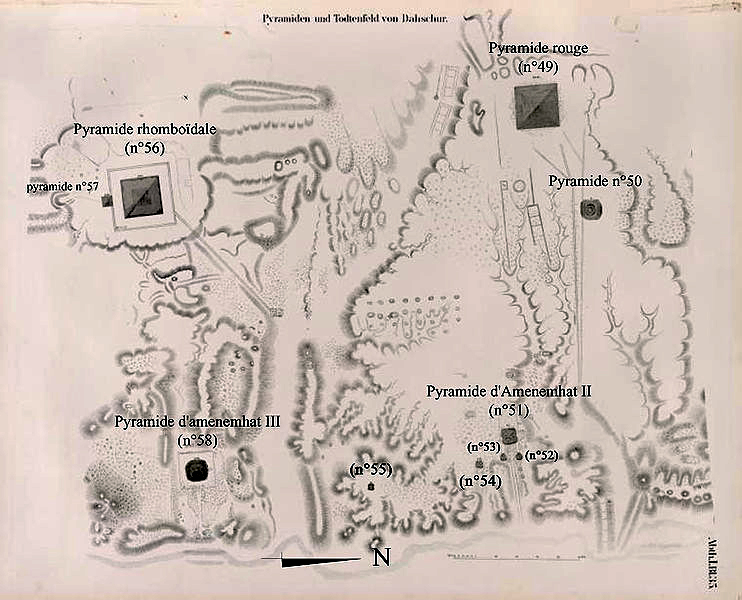
Dashur
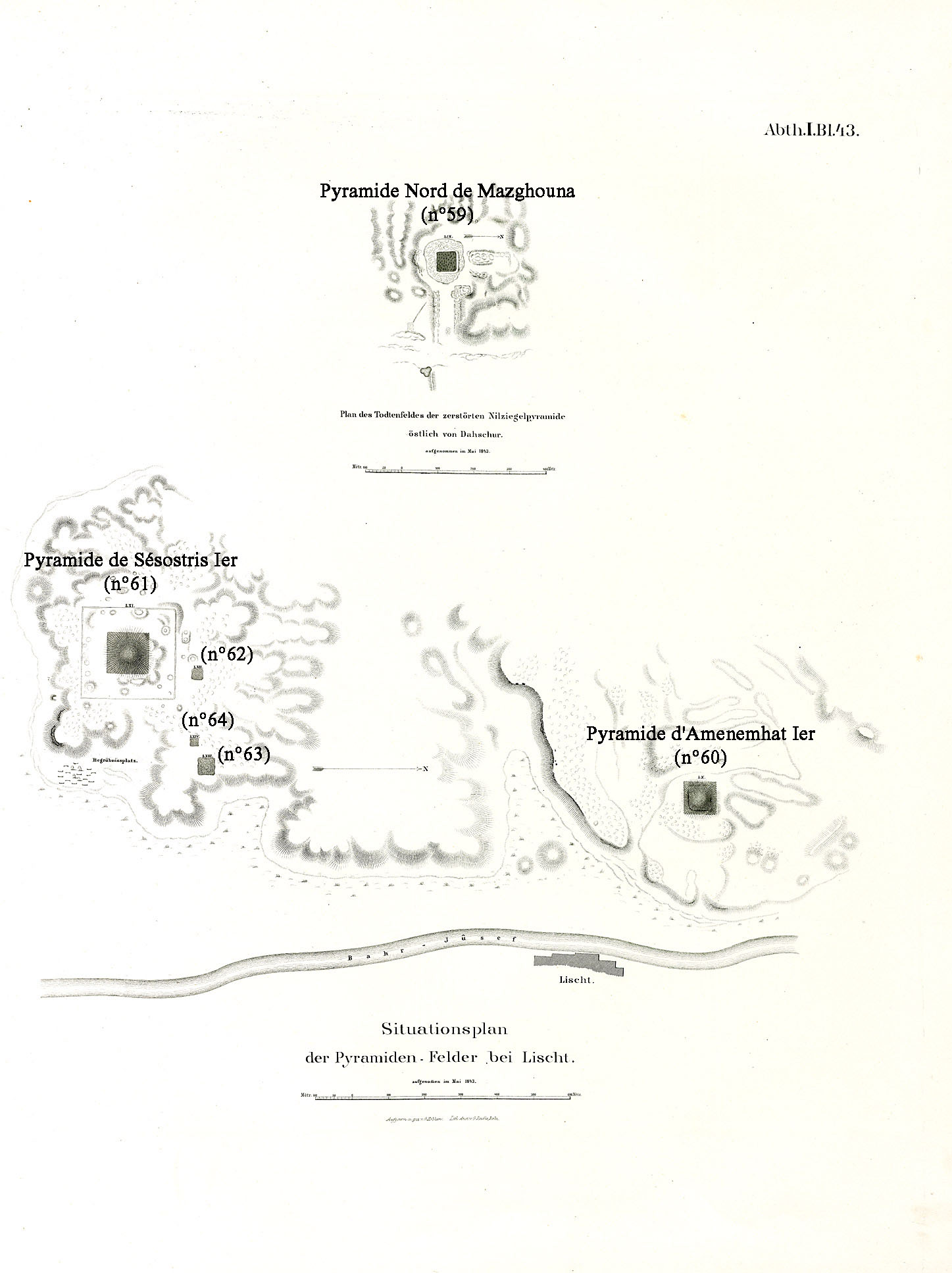
Al-Lisht
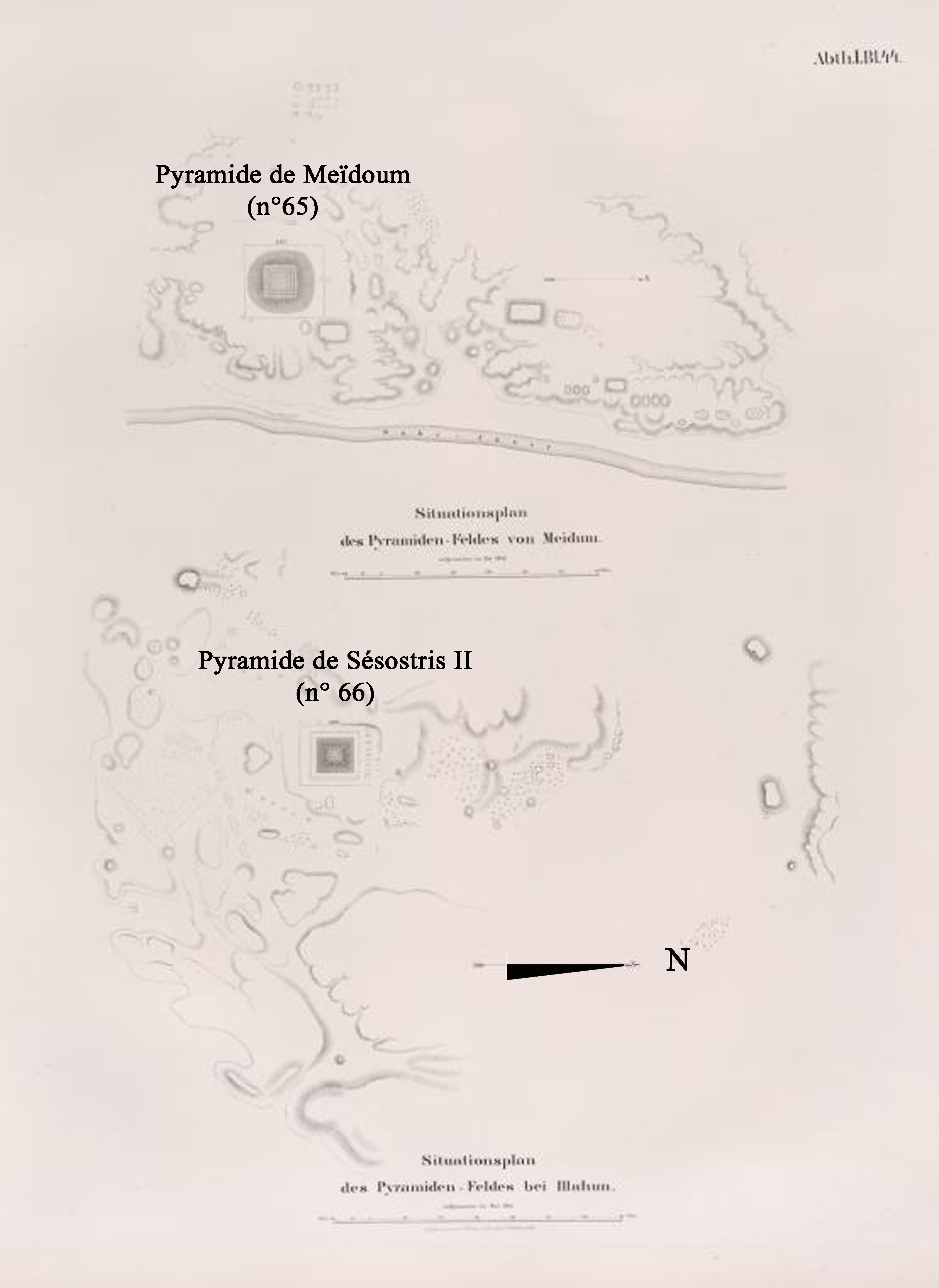
Al-Lahun
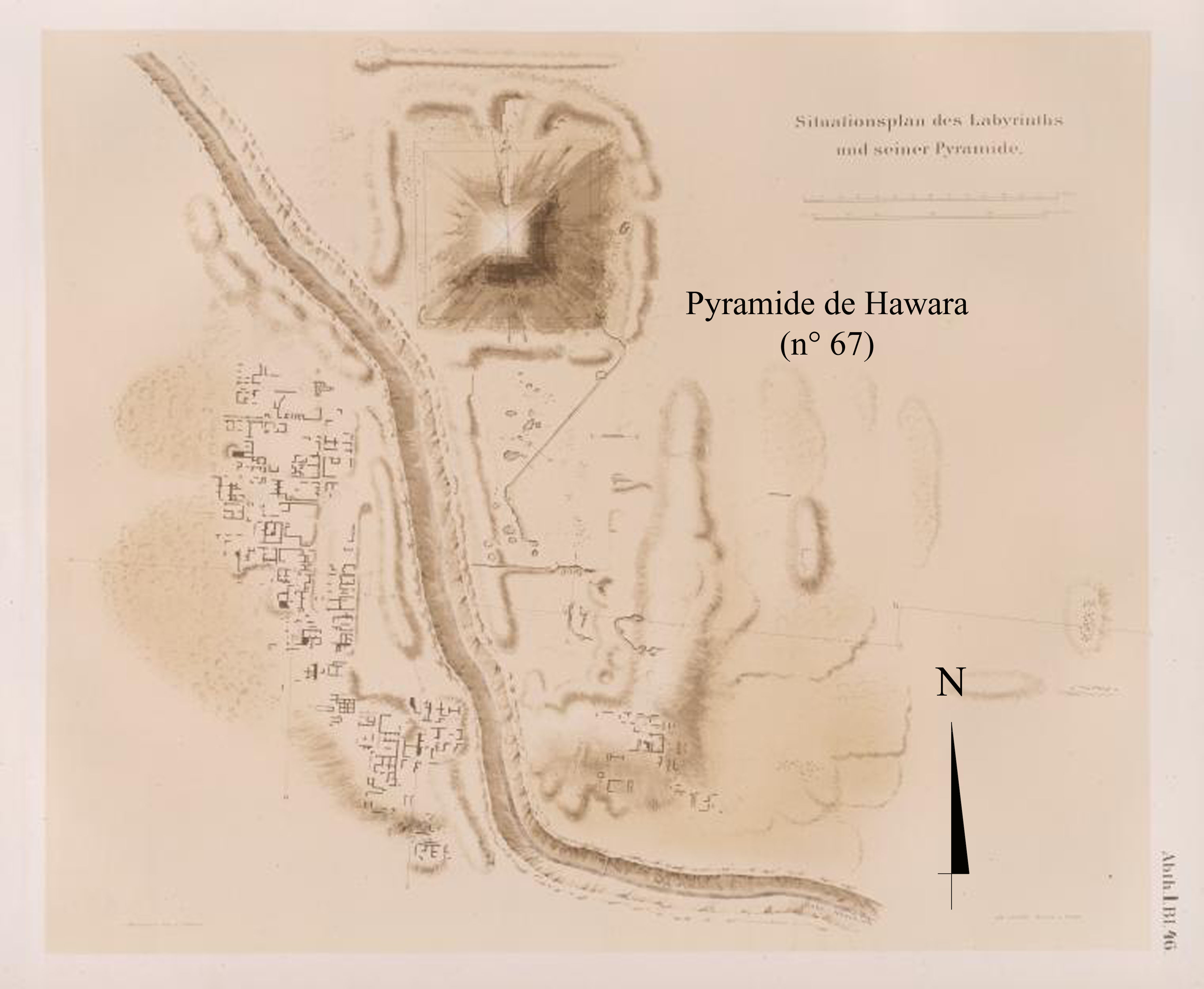
Hawara